# Безус
Безус (фр. Bezouce) насеље је и општина у јужној Француској у региону Лангдок-Русијон, у департману Гар која припада префектури Ним.
По подацима из 2011. године у општини је живело 2.139 становника, а густина насељености је износила 174,04 становника/km². Општина се простире на површини од 12,29 km². Налази се на средњој надморској висини од 73 метара (максималној 139 m, а минималној 56 m).

## Демографија
| 1962. | 1968. | 1975. | 1982. | 1990. | 1999. | 2011. |
| ----- | ----- | ----- | ----- | ----- | ----- | ----- |
| 619   | 681   | 721   | 1.280 | 1.625 | 1.950 | 2.139 |

График промене броја становника у току последњих година